# جرتج سينغ
جرتج سينغ (2 مايو 1990 ببنجاب في الهند - ) هو لاعب كرة قدم هندي في مركزي قلب الدفاع والدفاع. لعب مع نادي بنغالورو ونادي تشرتشل براذرز ونادي جاجاتجيت للقطن والمنسوجات ‏ وIndian Arrows ‏.

## وصلات خارجية
- جرتج سينغ على موقع قاعدة بيانات كرة القدم.إي يو (الإنجليزية)
- جرتج سينغ على موقع Soccerway.com (الإنجليزية)